# 温弗里德·波诺盖尔

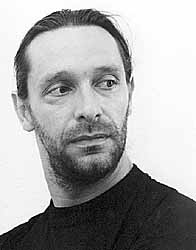
温弗里德·波诺盖尔（1993）

温弗里德·波诺盖尔（德文：Winfried Bonengel，1960年4月28日 - ）出生于韦尔内克，是一位德国导演、编剧和纪录片制片人，主要研究右翼激进主义。

## 生平
波诺盖尔于1985年到1989年间在巴黎电影学校高等视听制作学校（ESRA）学习。他的电影《新纳粹》（1993年）讲述了年轻的新纳粹党贝拉·埃瓦尔德·阿尔特汉斯，在全球40多个电影节上展出。同样在1993年，他与著名的新纳粹辍学者英戈·哈塞尔巴赫一起出版了《账单》。
波诺盖尔还担任编剧，例如彼得·克格里维奇的电视电影《你不是一个人-罗伊·布莱克的故事》（1996年）。自1990年以来，他一直住在巴黎。

## 影视作品
- 1987年：《小错觉》（短片）
- 1989年：《指令》（短片）
- 1991年：《我们回来了》（电视纪录片，导演和编剧）
- 1992年：《邪恶联盟》（电视）
- 1993年：《新纳粹》（纪录片，导演和剧本）
- 1994年：《我的生活：监狱》（电视）
- 1995年：《右翼博览会》
- 1996年：《麦克斯·沃尔肯斯坦》（剧集）
- 1996年：《你不是一个人-罗伊·布莱克的故事》
- 2002年：《前任领袖》（故事片，导演和编剧）
- 2006年：《胃中的蝴蝶》（剧集）
- 2007年：《RIS-亡者的语言》（导演，三集）
- 2008年：《安娜与爱》（导演）

## 网页链接
- 温弗里德·波诺盖尔在互联网电影资料库（IMDb）上的資料（英文）